# SG세계물산
SG세계물산은 의류 제조 및 판매 사업을 영위하는 코스피 상장 기업이다. 본사는 서울특별시 금천구 벚꽃로 278 (가산동)에 있다. 대형 바이어들에게 대한 OEM 방식 판매와 자체 브랜드를 통한 판매를 병행하고 있다.

## 사업
의류 수출은 GAP그룹(GAP, OLD NAVY, BANANA REPUBLIC), Target 등 미국의 대형 바이어들에게 OEM 방식으로 판매하고 있다. 수출 물량 중 북미 지역의 비중이 크며, 약 93%를 차지한다.
자체 브랜드로는 남성정장 BASSO, BASSO homme, 여성복 ab.f.z, ab.plus 총 4개의 브랜드를 보유하고 있으며, 전국의 백화점, 대리점, 할인점 및 직영점을 통해 판매되고 있으며 한때 옴파로스 브랜드를 보유했지만 2007년 6월 신화인터크루(뒷날 더신화)에 상표권을 매각했다.
매출구성은 의류수출사업(OEM) 61%, 패션사업(자가브랜드) 38%, 기타 1% 등으로 이루어진다. 매출액은 매년 3천억원을 넘는 수준이나 순이익은 다소 마이너스를 기록하고 있어 수익성 재고가 필요한 상황이다.

## 테마주
2015년 현재 주가는 저평가되어 동전주 상태이며 당해 6월 상한가 및 하한가 제한이 30%로 확대된 이후 생겨난 소위 동전주 테마 열풍에 힘입어 7월에 급등한 일이 있다. SG세계물산과 함께 동전주 테마주로 급등한 종목으로는 슈넬생명과학, 지엠피, 케이디건설, 미래산업, 갑을메탈, 웨이포트, 큐캐피탈, 씨씨에스 등이 있다.

## 같이 보기
- 동전주
- 동전주 테마
- 테마주
- OEM
- 노브랜드 (기업)

## 참고 문헌
- 와이즈에프엔

1. ↑  김숙경 (2007년 6월 11일). “신화인터크루,  브랜드 「옴파로스」 전격 인수”. 패션비즈. 2022년 9월 5일에 확인함.